# Каражал (Жарминский район)
Каражал (каз. Қаражал, до 1993 г. — Покровка) — аул в Жарминском районе Абайской области Казахстана. Входит в состав Божегурского сельского округа. Код КАТО — 634439200.

## Население
В 1999 году население аула составляло 472 человека (230 мужчин и 242 женщины). По данным переписи 2009 года, в ауле проживало 285 человек (144 мужчины и 141 женщина).